# Эми Понд
Амелия Джессика (Эми) Понд (англ. Amelia Jessica (Amy) Pond) — персонаж британского научно-фантастического сериала Доктор Кто, сыгранный шотландской актрисой Карен Гиллан. Впервые появляется в первом эпизоде 5 сезона «Одиннадцатый час». Была спутницей Одиннадцатого Доктора на протяжении 5, 6 сезонов и первой части 7 сезона.

## История создания
Имя и фамилия персонажа были объявлены BBC 20 июля 2009 года. 21-летняя актриса Карен Гиллан получила роль новой спутницы Доктора. Она уже появлялась в четвёртом сезоне «Доктора Кто» — в серии «Огни Помпеи», где играла прорицательницу.

## История персонажа
В реальности пятого сезона 21-летняя девушка Амелия Понд — сирота. В детстве жила в Шотландии, позднее переехала с тётей в Англию в новый дом, где впервые встретила Доктора. После того как он покинул её на 12 лет, она покусала четырёх психиатров, которые пытались убедить её, что Доктор ей приснился. Эми выросла рядом с пространственно-временной трещиной, которая год за годом влияла на её жизнь. У Эми нет родителей, и она даже не помнит, почему они исчезли. Её огромный дом пуст, и в жизни не было смысла, до встречи с Доктором. Эми путешествует с Доктором до тех пор, пока не взрывается ТАРДИС и не открывается Пандорика — ящик, многие годы находящийся под Стоунхенджем и ожидающий Доктора. Доктор, чтобы восстановить вселенную, помещает себя и Пандорику прямо в центр взрыва, и Эми, и Рори забывают его. В итоге в новой, восстановленной реальности у Эми появляются родители, она выходит замуж за Рори и возвращает Доктора.

## Знакомство с Доктором
Одиннадцатый Доктор, потерпев крушение, выбирается из ТАРДИС и видит перед собой маленькую рыжеволосую девочку. Амелия рассказывает ему о трещине в стене её комнаты, и Доктор проходит в дом. Попутно они выясняют, что он ненавидит яблоки (несмотря на то, что недавно заявлял обратное), йогурт, бекон, фасоль и бутерброды, зато любит рыбные палочки с заварным кремом. Доктор получает сообщение о том, что Заключенный Ноль сбежал через эту трещину в стене. Но услышав звон колокола в ТАРДИС, Доктор бежит к своему космическому кораблю, боясь, что двигатели взорвутся, и обещает вернуться через пять минут. Он возвращается, крича, что понял, что упустил, бежит к Амелии, но находит не её, а девушку в одежде полицейского. Она говорит ему, что Амелия Понд уже полгода не живёт в этом доме, и Доктор понимает, как опоздал. Позднее он узнает, что прошло целых 12 лет, а девушка — фальшивый полицейский — это повзрослевшая Амелия, которая теперь называет себя Эми. Вместе они спасаются от Заключённого Ноль и улетают путешествовать по Вселенной на ТАРДИС (серия «Одиннадцатый час»).

## Личная жизнь
Эми помолвлена с молодым медбратом по имени Рори Уильямс. С Доктором она сбегает в ночь перед свадьбой, опасаясь такого крупного шага. Позже, она набрасывается на Доктора, намереваясь переспать с ним, но Доктор понимает, что ей необходимо уладить свои отношения с Рори. Он забирает обоих в ТАРДИС, после чего Рори соглашается некоторое время быть спутником Доктора вместе с Эми. Попав в будущее (2020 год), Эми и Рори принимают участие в конфликте между людьми и силурианцами — бывшими обитателями Земли. Главнокомандующая силурианцев стреляет в Доктора, но Рори спасает его, став на пути смертоносного луча. После смерти тело Рори засасывает пространственно-временная трещина, и он стирается из времени. Несмотря на её любовь, Эми совершенно забывает о женихе и ведёт себя весело, на что с ужасом смотрит Доктор, который, будучи не вовлеченным в её временной поток, всё прекрасно помнит. Позднее, в серии «Пандорика открывается» Эми и Доктор снова встречают Рори в образе римлянина. Он совершенно не помнит как оказался там и почему стал римлянином. Но на самом же деле он стал не человеком, а пластиком, контролируемым сознанием Нестин, когда все космические расы объединились, чтобы «спасти» вселенную от Доктора. Эми всё ещё не помнит Рори, он пытается рассказать ей правду. Когда Нестин призывает своих слуг напасть на Доктора и поместить его в Пандорику, Рори тоже поддается этому, но сопротивляется изо всех сил. И тем не менее он почти убивает Эми лучом-оружием слуг Нестин. Доктор и Рори помещают Эми в Пандорику, чтобы поддержать её жизнь. Две тысячи лет Рори сопровождает ящик, в котором находится Эми, и охраняет её. В 1996 году маленькая Амелия открывает Пандорику и выпускает взрослую Эми, которая встречает Рори снова. В конце последней серии пятого сезона Эми выходит за Рори замуж.

## Дальнейшая история
После того как Доктор поместил себя и Пандорику внутрь взрыва ТАРДИС, чтобы восстановить разрушенную вселенную, Эми Понд забыла его. После произошедшего она очнулась у себя в кровати и с удивлением обнаружила своих маму и папу. Ей кажется, что она видит их в первый раз и её не оставляет ощущение, что она забыла что-то очень важное. На свадьбе Эми и Рори, Ривер Сонг дарит ей дневник, в котором описаны приключения с Доктором, но он оказывается пустым.
В начале шестого сезона Эми говорит Доктору, что беременна, но затем опровергает это. Однако сканер ТАРДИС выдаёт, что Амелия одновременно беременна и не беременна. Это объяснилось тем, что она была похищена и заменена на несознательно управляемого оригиналом двойника. Эми думала, что находилась в ТАРДИС, хотя на самом деле лежала в больнице на базе астероида «Прибежище Демона». После родов антагонист мадам Ковариан забирает её дочь Мелоди и собирается использовать младенца как оружие в войне с Доктором. Доктор захватывает астероид и вызволяет Эми с дочерью, однако выясняется, что Ковариан уже забрала Мелоди, а на базе находится двойник ребёнка. После этого на астероид прибывает Ривер Сонг, которая признаётся, что она — Мелоди.
В серии «Изолятор далеков» Эми говорит, что после событий на астероиде она больше не может иметь детей, Мелоди остаётся её единственным ребёнком. В серии «Ангелы захватывают Манхэттен» Эми вместе с Рори прыгают с крыши (в 1938 году), устраивая парадокс и спасая мир от ангелов. Но в конце этой же серии единственный оставшийся ангел переносит Рори в прошлое, и Эми решает последовать за ним, где она доживает свои дни с Рори, пишет послесловие к книге Ривер Сонг, где вкратце рассказывает Доктору о их жизни с Рори с того момента, как ангел перенес их в прошлое, и прощается с ним. Они усыновили сына Энтони, который встретился с дедом через неделю после финального отправления родителей с Доктором. Эми умирает в возрасте 87 лет. Они с Рори были похоронены в одной могиле.
Доктор после этого происшествия впадает в депрессию, вышел из которой в серии Колокола Святого Иоанна, столкнувшись с загадкой Клары Освальд. В той же серии Клара читает книгу «Лето на исходе», написанную Амелией Уильямс.

## Появления в «Докторе Кто»
| Номер | #     | серия                               | Оригинальное название            | Сценарист     | Режиссёр        | Дата выхода               | Код       |
| ----- | ----- | ----------------------------------- | -------------------------------- | ------------- | --------------- | ------------------------- | --------- |
| 203   | 1     | Одиннадцатый час                    | The Eleventh Hour                | Стивен Моффат | Адам Смит       | 3 апреля 2010             | 1.1       |
| 204   | 2     | Зверь внизу                         | The Beast Below                  | Стивен Моффат | Эндрю Ганн      | 10 апреля 2010            | 1.2       |
| 205   | 3     | Победа далеков                      | Victory of the Daleks            | Марк Гэтисс   | Эндрю Ганн      | 17 апреля 2010            | 1.3       |
| 206   | 4 5   | Время ангелов Плоть и камень        | Time of Angels Flesh & Stone     | Стивен Моффат | Адам Смит       | 24 апреля 2010 1 мая 2010 | 1.5       |
| 207   | 6     | Вампиры Венеции                     | Vampires of Venice               | Тоби Уитхауз  | Джонни Кэмпбелл | 8 мая 2010                | 1.6       |
| 208   | 7     | Выбор Эми                           | Amy’s Choice                     | Саймон Най    | Кэтрин Морсхэд  | 15 мая 2010               | 1.7       |
| 209   | 8 9   | Голодная Земля Холодная кровь       | The Hungry Earth Cold Blood      | Крис Чибнелл  | Эшли Уэй        | 22 мая 2010 29 мая 2010   | 1.8 1.9   |
| 210   | 10    | Винсент и Доктор                    | Vincent and the Doctor           | Ричард Кёртис | Джонни Кэмпбелл | 5 июня 2010               | 1.10      |
| 211   | 11    | Квартирант                          | The Lodger                       | Гарет Робертс | Кэтрин Морсхэд  | 12 июня 2010              | 1.11      |
| 212   | 12 13 | Пандорика открывается Большой взрыв | The Pandorica Opens The Big Bang | Стивен Моффат | Тоби Хэйнс      | 19 июня 2010 26 июня 2010 | 1.12 1.13 |

| Номер | # | серия                | Оригинальное название | Сценарист     | Режиссёр      | Дата выхода     |
| ----- | - | -------------------- | --------------------- | ------------- | ------------- | --------------- |
| 213   | — | Рождественская песнь | A Christmas Carol     | Стивен Моффат | Тоби Хэйнс    | 25 декабря 2010 |
| —     | — | Пространство         | Space                 | Стивен Моффат | Ричард Сениор | 18 марта 2011   |
| —     | — | Время                | Time                  | Стивен Моффат | Ричард Сениор | 18 марта 2011   |

| Номер | #   | серия                           | Оригинальное название                    | Сценарист     | Режиссёр        | Дата выхода                   | Код     |
| ----- | --- | ------------------------------- | ---------------------------------------- | ------------- | --------------- | ----------------------------- | ------- |
| 214   | 1 2 | Невозможный астронавт День Луны | The Impossible Astronaut Day of the Moon | Стивен Моффат | Тоби Хэйнс      | 23 апреля 2011 30 апреля 2011 | 2.1 2.2 |
| 215   | 3   | Проклятие чёрной метки          | Curse of the Black Spot                  | Стив Томпсон  | Джереми Уэбб    | 7 мая 2011                    | 2.9     |
| 216   | 4   | Жена Доктора                    | Thе Doctor’s Wifе                        | Нил Гейман    | Ричард Кларк    | 14 мая 2011                   | 2.3     |
| 217   | 5 6 | Мятежная плоть Почти люди       | Thе Rebel Flesh Thе Almost Peoplе        | Мэттью Грэм   | Джулиан Симпсон | 21 мая 2011 28 мая 2011       | 2.5 2.6 |
| 218   | 7   | Хороший человек идёт на войну   | A Good Man Goes to War                   | Стивен Моффат | Питер Хоар      | 4 июня 2011                   | 2.7     |
| 219   | 8   | Давай убьём Гитлера             | Let’s Kill Hitler                        | Стивен Моффат | Ричард Сениор   | 27 августа 2011               | 2.8     |
| 220   | 9   | Ночные кошмары                  | Night Terrors                            | Марк Гэтисс   | Ричард Кларк    | 3 сентября 2011               | 2.9     |
| 221   | 10  | Девочка, которая ждала          | The Girl Who Waited                      | Том Макрэй    | Ник Харран      | 10 сентября 2011              | 2.10    |
| 222   | 11  | Комплекс Бога                   | The God Complex                          | Ник Харран    | Тоби Уитхауз    | 17 сентября 2011              | 2.11    |
| 223   | 12  | Время на исходе                 | Closing Time                             | Стив Хьюз     | Гарет Робертс   | 24 сентября 2011              | 2.12    |
| 224   | 13  | Свадьба Ривер Сонг              | The Wedding of River Song                | Джереми Уэбб  | Стивен Моффат   | 1 октября 2011                | 2.13    |

| Номер | # | серия                            | Оригинальное название     | Сценарист     | Режиссёр         | Дата выхода      |
| ----- | - | -------------------------------- | ------------------------- | ------------- | ---------------- | ---------------- |
| 225   | 1 | Изолятор далеков                 | Asylum of the Daleks      | Стивен Моффат | Ник Харран       | 1 сентября 2012  |
| 226   | 2 | Динозавры на космическом корабле | Dinosaurs on a Spaceship  | Крис Чибнелл  | Сол Мецстин      | 8 сентября 2012  |
| 227   | 3 | Город под названием Милосердие   | A Town Called Mercy       | Тоби Уитхауз  | Сол Мецстин      | 15 сентября 2012 |
| 228   | 4 | Сила трёх                        | The Power of Three        | Крис Чибнелл  | Дуглас Маккиннон | 22 сентября 2012 |
| 229   | 5 | Ангелы захватывают Манхэттен     | The Angels Take Manhattan | Стивен Моффат | Ник Харран       | 29 сентября 2012 |

| Номер | # | серия         | Оригинальное название  | Сценарист     | Режиссёр    | Дата выхода     |
| ----- | - | ------------- | ---------------------- | ------------- | ----------- | --------------- |
| 241   | — | Время Доктора | The Time of the Doctor | Стивен Моффат | Джейми Пейн | 25 декабря 2013 |

## Награды и номинации
Карен Гиллан неоднократно номинировалась за роль Эми Понд.
| Год  | Премия                             | Номинация                                 | Результат |
| ---- | ---------------------------------- | ----------------------------------------- | --------- |
| 2010 | TV Quick Award                     | Лучшая актриса                            | Номинация |
| 2010 | Премия «Женщина года» Космополитен | Лучшая актриса                            | Победа    |
| 2011 | Премия SFX                         | Лучшая актриса                            | Победа    |
| 2011 | TV Choice Awards                   | Лучшая актриса                            | Победа    |
| 2011 | Scream Awards                      | Лучшая актриса в жанре научной фантастики | Номинация |
| 2012 | National Television Awards         | Лучшее женская драматическая роль         | Победа    |